# Cloroacetonă
Cloroacetona este un compus chimic cu formula CH3COCH2Cl. În condiții standard de temperatură și presiune, aceasta se prezintă ca un lichid incolor cu miros înțepător. La expunerea la lumină, capătă o culoare galben-chihlimbar închis. Substanța a fost folosită ca gaz lacrimogen în Primul Război Mondial.

## Sinteză
Cloroacetona poate fi sintetizată din reacția dintre clor și dicetenă sau prin clorurarea acetonei.

## Aplicații
Cloroacetona este folosită pentru a produce compușii de culoare din filmul fotografic pentru fotografia color și este un produs intermediar în diverse sinteze industriale. Este, de asemenea, utilizată în sinteza Feist-Benary a furanilor.
Reacția fenoxidului cu cloracetona rezultă în fenoxiacetonă, care este folosită pentru a produce o mare varietate de produse farmaceutice. O cantitate catalitică de iodură de potasiu este, de asemenea, necesară pentru a facilita o reacție Finkelstein.

## Purificare
Cloroacetona achiziționată de la furnizorii comerciali conține 5% impurități, inclusiv oxid de mesitil, care nu este îndepărtat prin distilare. Oxidul de mesitil poate fi oxidat folosind KMnO4 acidificat pentru a forma un diol (urmat de separarea cu eter), care este îndepărtat printr-o distilare ulterioară.

## Reglementări de transport
Transportul cloroacetonei nestabilizate a fost interzis în Statele Unite de către Departamentul de Transport al SUA. Cloracetona stabilizată este încadrată în clasa de pericol 6.1 (Pericol de inhalare cu otravă). Numărul său ONU este 1695.